# Eleição municipal de Niterói em 2016
O primeiro turno da eleição municipal da cidade brasileira de Niterói ocorreu em 2 de outubro de 2016 para eleger um prefeito, um vice-prefeito, e 21 vereadores para a administração da cidade. O segundo turno aconteceu em 30 de outubro. O prefeito titular, Rodrigo Neves, foi reeleito em segundo turno pelo Partido Verde com 58,59% dos votos, derrotando Felipe Peixoto, candidato do Partido Socialista Brasileiro.
As convenções partidárias para a escolha dos candidatos deverão ocorrer entre 20 de julho e 5 de agosto. A propaganda eleitoral gratuita começará a ser exibida em 26 de agosto e terminará em 29 de setembro, sendo que a partir deste pleito terá duração de 10 minutos, e não mais de 30. Segundo a lei eleitoral em vigor, o sistema de dois turnos - caso o candidato mais votado recebesse menos de 50% +1 dos votos - está disponível apenas em cidades com mais de 200 mil eleitores. Nas cidades onde houver segundo turno, a propaganda eleitoral gratuita voltará a ser exibida em 15 de outubro e terminará em 28 de outubro.

## Pré-candidatos e Desistências

### Partido da Social Democracia Brasileira (PSDB)
O diretório municipal do Partido da Social Democracia Brasileira (PSDB) lançou a pré-candidatura do delegado Antônio Rayol em março, porém em julho, após concretizar aliança com o PSB, o delegado retirou a pré-candidatura para ser candidato a vice na chapa de Felipe Peixoto.

### Partido dos Trabalhadores (PT)
O prefeito Rodrigo Neves manifestou desejo de concorrer à reeleição novamente pelo partido, mas em abril Rodrigo se desfiliou do PT onde construiu toda carreira política. Rodrigo tomou a decisão de deixar o partido após perceber, em pesquisas de opinião, que até mesmo os eleitores da classe trabalhadora, historicamente associados ao PT, estariam desiludidos diante da crise envolvendo o governo federal. Após negociações com o PDT e o PMDB, o prefeito optou por se filiar ao Partido Verde. Apesar de sua desfiliação, o PT decidiu por apoiar a reeleição de Rodrigo.

### Partido Democrático Trabalhista (PDT)
Assim como em 2012, o PDT lançaria a candidatura Felipe Peixoto. No entanto, ventilou-se a possibilidade da ida do prefeito Rodrigo Neves para o partido, após a saída do PT, para concorrer a reeleição tendo o próprio Felipe como candidato a vice. Felipe se desfiliou do partido alegando falta de espaço na legenda, além de justificar que "presenciou possibilidades de alianças que não agradaram". Apesar de não ter ido para o PDT, o partido decidiu por apoiar a reeleição de Rodrigo Neves.

### Partido Socialista dos Trabalhadores Unificado (PSTU)
Em convenção realizada em agosto, o PSTU confirmou a candidatura da cientista social Danielle Bórnia, que foi candidata a vereadora na eleição anterior. Seu vice será Heitor Fernandes, candidato do partido nos pleitos de 2004 e 2012.

### Partido Social Democrático (PSD)
O partido chegou a lançar a pré-candidatura de Gegê Galindo, mas esta durou até julho de 2016 quando o PSD decidiu apoiar a pré-candidatura de Felipe Peixoto (PSB). A decisão, porém, acabou gerando um racha e o vice-presidente da comissão provisória Carlos Emir da Silva Laranjeira, anunciou a renúncia do cargo e pediu a desfiliação da legenda, sendo acompanhado da maioria dos 32 pré-candidatos a vereador. O motivo deve-se ao presidente da comissão provisória, Aleksander Silvino dos Santos, ter sido nomeado secretário municipal de Ações Estratégicas, contrariando os correligionários, que defendiam candidatura própria do partido. O dirigente disse que recusou o convite do prefeito Rodrigo Neves, mas, em nota, a prefeitura disse que ele, na verdade, aceitou.

### Partido Socialismo e Liberdade (PSOL)
O partido lançou em junho de 2016 a candidatura do deputado estadual Flávio Serafini, que obteve quase 50 mil votos no pleito anterior, terminando em terceiro lugar. A candidata a vice será a professora Regina Bienenstein. A candidatura foi oficializada em 23 de julho. Assim como em 2012, repete a chapa com o PCB.

### Partido Verde (PV)
Em abril de 2016, o prefeito Rodrigo Neves deixou o PT e acertou sua filiação ao Partido Verde para concorrer a reeleição ao lado do vice Axel Grael, que já era filiado ao PV. A chapa se confirmou em 30 de julho. Em setembro, a juíza eleitoral Daniela Ferro impugnou a candidatura de Rodrigo devido a seu vice, Axel Grael, ter pendências financeiras de quando era presidente do Instituto Estadual de Florestas. Após recurso, Rodrigo decidiu substituir Axel por Comte Bittencourt como candidato a vice.

### Partido Social Cristão (PSC)
O diretório municipal do partido lançou em junho a pré-candidatura de Alexandre Raposo, mas esta foi retirada no mês seguinte após o PSC firmar aliança com o PSDB para a possível candidatura de Antônio Rayol. Posteriormente, Rayol retirou a candidatura e ambos os partidos anunciaram uma coligação proporcional e o apoio à chapa de Felipe Peixoto (PSB) onde Rayol se tornou o candidato a vice. Raposo optou por disputar uma vaga na câmara municipal.

### Rede Sustentabilidade (REDE)
A REDE tinha como pré-candidato o médico José Seba, mas em agosto retirou a pré-candidatura para apoiar a reeleição de Rodrigo Neves.

### Partido Socialista Brasileiro (PSB)
Em dezembro de 2015, Felipe Peixoto deixa a secretaria estadual de saúde para se candidatar a prefeitura de Niterói. Porém, alegando falta de apoio e motivado pela possível chegada de Rodrigo Neves, Felipe deixa o PDT e depois de conversas com outros partidos, acerta filiação com o PSB, tendo sua candidatura oficializada em 4 de agosto. Terá como vice o delegado Antônio Rayol, do PSDB.

## Candidaturas

### Primeiro Turno
| Candidatos à prefeito | Candidatos à prefeito  | Candidatos à vice                                                                | Número Eleitoral | Coligação | Tempo de horário eleitoral |
| --------------------- | ---------------------- | -------------------------------------------------------------------------------- | ---------------- | --- | -------------------------- |
|                       | Rodrigo Neves (PV)     | Comte Bittencourt (PPS) (Em substituição à Axel Grael, do PV, que foi impugnado) | 43               | Para Seguir em Frente PV, PDT, PCdoB, PTN, PRB, PT, PSL, SD, PTB, PMDB, PPS, PP, PRP, PEN, PMB, PRTB, REDE, DEM e PR | 5 minutos e 46 segundos    |
|                       | Flavio Serafini (PSOL) | Regina Bienenstein (PSOL)                                                        | 50               | Mudança de Verdade PSOL e PCB                                                                                        | 21 segundos                |
|                       | Felipe Peixoto (PSB)   | Antônio Rayol (PSDB)                                                             | 40               | Cidade Limpa PSB, PSDB, PHS, PTC, PTdoB, PSDC, PMN, PSD, PROS, PPL e PSC                                             | 3 minutos e 36 segundos    |
|                       | Dani Bórnia (PSTU)     | Heitor Fernandes (PSTU)                                                          | 16               | Partido Não Coligado                                                                                                 | 15 segundos                |

### 2° Turno
Em 2 de outubro foi realizada a votação em primeiro turno. Como Niterói tem mais de 200 mil eleitores, segundo a lei eleitoral em vigor é adotado o sistema de dois turnos, que é iniciado caso o candidato mais votado receber menos de 50% +1 dos votos. Houve acordo entre as candidaturas e a Propaganda Eleitoral no 2° turno foi reduzida de 20 para 10 minutos, sendo 5 minutos para cada candidato.

## Transmissão
Pelo terceiro pleito seguido, a veiculação da propaganda eleitoral gratuita, em bloco e inserções, na televisão, foi ao ar pela RedeTV! Rio de Janeiro (canal 6). Pelo rádio, foi transmitida pela BandNews Fluminense.

## Coligações Proporcionais
| Coligação                              | Partidos          |
| -------------------------------------- | ----------------- |
| Por Amor a Niterói                     | PDT e PRB         |
| Democrata e Progressista               | PMDB, PP e PEN    |
| Juntos Por Niterói                     | PT, PTB e PRTB    |
| Niterói Rumo ao Futuro                 | PPS e PSL         |
| Sempre Juntos Por Niterói              | PTN e PRP         |
| Niterói Pode Mais                      | PSDB e PSC        |
| Niterói Solidário                      | SD, DEM e PR      |
| Niterói Mais Você                      | PTdoB, PTC e PSDC |
| Eu Quero Uma Cidade Limpa              | PSB e PHS         |
| Renova Niterói                         | PSD, PMN e PPL    |
| Por Uma Niterói Criativa e Sustentável | PV, PCdoB e PMB   |
| Mudança de Verdade                     | PSOL e PCB        |
| Sem Coligação                          | PSTU, REDE e PROS |

## Pesquisas de opinião

### Prefeito
| Período da pesquisa         | Instituto        | Margem de erro | Candidato          | Candidato            | Candidato              | Candidato          | Brancos ou Nulos | Nenhum ou Não sabe |
| Período da pesquisa         | Instituto        | Margem de erro | Rodrigo Neves (PV) | Felipe Peixoto (PSB) | Flavio Serafini (PSOL) | Dani Bórnia (PSTU) | Brancos ou Nulos | Nenhum ou Não sabe |
| --------------------------- | ---------------- | -------------- | ------------------ | -------------------- | ---------------------- | ------------------ | ---------------- | ------------------ |
| 13 e 17 de agosto de 2016   | Instituto Gerp   | 3,78%          | 30%                | 19%                  | 7%                     | 3%                 | 26%              | 15%                |
| 3 e 6 de setembro de 2016   | Instituto Gerp   | 3,78%          | 39%                | 21%                  | 5%                     | 5%                 | 20%              | 10%                |
| 3 e 6 de setembro de 2016   | Instituto Novo   | 3,7%           | 32,42%             | 17,84%               | 13,85%                 | 1%                 | 17,91%           | 17,29%             |
| 8 e 12 de setembro de 2016  | Paraná Pesquisas | 4%             | 42,5%              | 23,5%                | 9,4%                   | 2,1%               | 8,4%             | 14,1%              |
| 18 e 21 de setembro de 2016 | IBOPE            | 3,78%          | 46%                | 23%                  | 11%                    | 0%                 | 16%              | 4%                 |

## Debates

### 1º Turno
| Data       | Organizador(es)         | Rodrigo Neves (PV) | Felipe Peixoto (PSB) | Flavio Serafini (PSOL) | Dani Bórnia (PSTU) |
| ---------- | ----------------------- | ------------------ | -------------------- | ---------------------- | ------------------ |
| 07/09/2016 | Arquidiocese de Niterói | Presente           | Presente             | Presente               | Presente           |
| 15/09/2016 | Jornal Extra, Rádio CBN | Presente           | Presente             | Presente               | Não convidada      |
| 16/09/2016 | OAB Niterói             | Presente           | Presente             | Presente               | Presente           |
| 23/09/2016 | SBT Rio                 | Presente           | Presente             | Presente               | Presente           |

### Segundo turno
| Data       | Organizador(es)   | Rodrigo Neves (PV) | Felipe Peixoto (PSB) |
| ---------- | ----------------- | ------------------ | -------------------- |
| 19/10/2016 | SBT Rio           | Presente           | Presente             |
| 21/10/2016 | Jornal Extra, CBN | Presente           | Presente             |
| 24/10/2016 | G1                | Presente           | Presente             |

## Resultados

### Prefeito
| Candidato(a)           | Vice                      | 1º turno 2 de outubro de 2016 | 1º turno 2 de outubro de 2016 | 2º turno 30 de outubro de 2016 | 2º turno 30 de outubro de 2016 |
| Candidato(a)           | Vice                      | Total                         | Percentagem                   | Total                          | Percentagem                    |
| ---------------------- | ------------------------- | ----------------------------- | ----------------------------- | ------------------------------ | ------------------------------ |
| Rodrigo Neves (PV)     | Comte Bittencourt (PPS)   | 109.531                       | 47,98%                        | 130.473                        | 58,59%                         |
| Felipe Peixoto (PSB)   | Antônio Rayol (PSDB)      | 70.065                        | 30,69%                        | 92.205                         | 41,41%                         |
| Flávio Serafini (PSOL) | Regina Bienenstein (PSOL) | 47.069                        | 20,62%                        | Não participaram               | Não participaram               |
| Dani Bornia (PSTU)     | Heitor Fernandes (PSTU)   | 1.612                         | 0,71%                         | Não participaram               | Não participaram               |
| Total de votos válidos |                           |                               |                               |                                |                                |
| → Votos em branco      | → Votos em branco         | 19.228                        | 6,32%                         | 13.409                         | 4,65%                          |
| → Votos nulos          | → Votos nulos             | 56.581                        | 18,61%                        | 52.122                         | 18,08%                         |
| Total                  | Total                     | 304.086                       | 81,97%                        | 288.209                        | 77,69%                         |
| Abstenções             | Abstenções                | 66.872                        | 18,03%                        | 82.749                         | 22,31%                         |
| Total de inscritos     | Total de inscritos        | 370.958                       | 100%                          | 370.958                        | 100%                           |

### Câmara de Vereadores
| Nome                 | Partido | Votos | Porcentagem |
| -------------------- | ------- | ----- | ----------- |
| Talíria Petrone      | PSOL    | 5121  | 2,01%       |
| Paulo Eduardo Gomes  | PSOL    | 5083  | 2,00%       |
| Bagueira             | SD      | 4675  | 1,84%       |
| Renato Cariello      | PDT     | 4575  | 1,80%       |
| Dr. Emanuel Rocha    | SD      | 4518  | 1,77%       |
| Verônica Lima        | PT      | 4501  | 1,77%       |
| Andrigo              | SD      | 4339  | 1,70%       |
| Bruno Lessa          | PSDB    | 4298  | 1,69%       |
| Leandro Portugal     | PV      | 4088  | 1,61%       |
| Gallo                | PSL     | 3946  | 1,55%       |
| Cal                  | PP      | 3582  | 1,41%       |
| Renatinho da Oficina | PTB     | 3570  | 1,40%       |
| Rodrigo Farah        | PMDB    | 3555  | 1,40%       |
| Leonardo Giordano    | PCdoB   | 3393  | 1,33%       |
| Beto da Pipa         | PMDB    | 3124  | 1,23%       |
| Ricardo Evangelista  | PRB     | 3009  | 1,18%       |
| Sandro Araújo        | PPS     | 2443  | 0,96%       |
| Carlos Macedo        | PRP     | 2417  | 0,95%       |
| Carlos Jordy         | PSC     | 2388  | 0,94%       |
| João Gustavo         | PHS     | 1589  | 0,62%       |
| Dr. Paulo Velasco    | PTdoB   | 1505  | 0,59%       |

| N° | Partido                                               | Votos populares | Votos populares | Votos populares | Vagas   | Vagas |
|    |                                                       | Votos           | %               | ±               | Eleitos | +/−   |
| -- | ----------------------------------------------------- | --------------- | --------------- | --------------- | ------- | ----- |
| 10 | Partido Republicano Brasileiro (PRB)                  | 9223            |                 |                 | 1       | +1    |
| 11 | Partido Progressista (PP)                             | 12180           |                 |                 | 1       | 0     |
| 12 | Partido Democrático Trabalhista (PDT)                 | 15277           |                 |                 | 1       | -3    |
| 13 | Partido dos Trabalhadores (PT)                        | 14074           |                 |                 | 1       | -2    |
| 14 | Partido Trabalhista Brasileiro (PTB)                  | 8423            |                 |                 | 1       | +1    |
| 15 | Partido do Movimento Democrático Brasileiro (PMDB)    | 17483           |                 |                 | 2       | 0     |
| 16 | Partido Socialista dos Trabalhadores Unificado (PSTU) | 279             |                 |                 | 0       | 0     |
| 17 | Partido Social Liberal (PSL)                          | 5300            |                 |                 | 1       | +1    |
| 18 | Rede Sustentabilidade (REDE)                          | 3843            |                 |                 | 0       | 0     |
| 19 | Partido Trabalhista Nacional (PTN)                    | 844             |                 |                 | 0       | 0     |
| 20 | Partido Social Cristão (PSC)                          | 4267            |                 |                 | 1       | +1    |
| 21 | Partido Comunista Brasileiro (PCB)                    | 55              |                 |                 | 0       | 0     |
| 22 | Partido da República (PR)                             | 2433            |                 |                 | 0       | 0     |
| 23 | Partido Popular Socialista (PPS)                      | 17946           |                 |                 | 1       | -2    |
| 25 | Democratas (DEM)                                      | 531             |                 |                 | 0       | 0     |
| 27 | Partido Social Democrático Cristão (PSDC)             | 543             |                 |                 | 0       | 0     |
| 28 | Partido Renovador Trabalhista Brasileiro (PRTB)       | 1552            |                 |                 | 0       | 0     |
| 29 | Partido da Causa Operária (PCO)                       | 0               |                 |                 | 0       | 0     |
| 30 | Partido Novo (NOVO)                                   | 0               |                 |                 | 0       | 0     |
| 31 | Partido Humanista da Solidariedade (PHS)              | 2372            |                 |                 | 1       | +1    |
| 33 | Partido da Mobilização Nacional (PMN)                 | 855             |                 |                 | 0       | 0     |
| 35 | Partido da Mulher Brasileira (PMB)                    | 1092            |                 |                 | 0       | 0     |
| 36 | Partido Trabalhista Cristão (PTC)                     | 2963            |                 |                 | 0       | 0     |
| 40 | Partido Socialista Brasileiro (PSB)                   | 14019           |                 |                 | 0       | 0     |
| 43 | Partido Verde (PV)                                    | 20827           |                 |                 | 1       | 0     |
| 44 | Partido Republicano Progressista (PRP)                | 12391           |                 |                 | 1       | 0     |
| 45 | Partido da Social Democracia Brasileira (PSDB)        | 17114           |                 |                 | 1       | 0     |
| 50 | Partido Socialismo e Liberdade (PSOL)                 | 26640           |                 |                 | 2       | -1    |
| 51 | Partido Ecológico Nacional (PEN)                      | 29              |                 |                 | 0       | 0     |
| 54 | Partido Pátria Livre (PPL)                            | 397             |                 |                 | 0       | 0     |
| 55 | Partido Social Democrático (PSD)                      | 2653            |                 |                 | 0       | -1    |
| 65 | Partido Comunista do Brasil (PCdoB)                   | 4893            |                 |                 | 1       | +1    |
| 70 | Partido Trabalhista do Brasil (PTdoB)                 | 9276            |                 |                 | 1       | 0     |
| 77 | Solidariedade (SD)                                    | 24788           |                 |                 | 3       | +3    |
| 90 | Partido Republicano da Ordem Social (PROS)            | 0               |                 |                 | 0       | 0     |